# Kawanabe Kyōsai
Kawanabe Kyōsai (河鍋暁斎?  Koga, prefectura de Ibaraki, 1831 - 1889) fue un artista japonés, que en palabras de un crítico fue “un individualista y un independiente, quizás el último experto en la pintura tradicional japonesa”. Vivió la transición del Período Tokugawa al Período Imperial, y fue testigo de la transformación de Japón de país feudal a moderno, cambio que plasmó en sus caricaturas satíricas de carácter político.

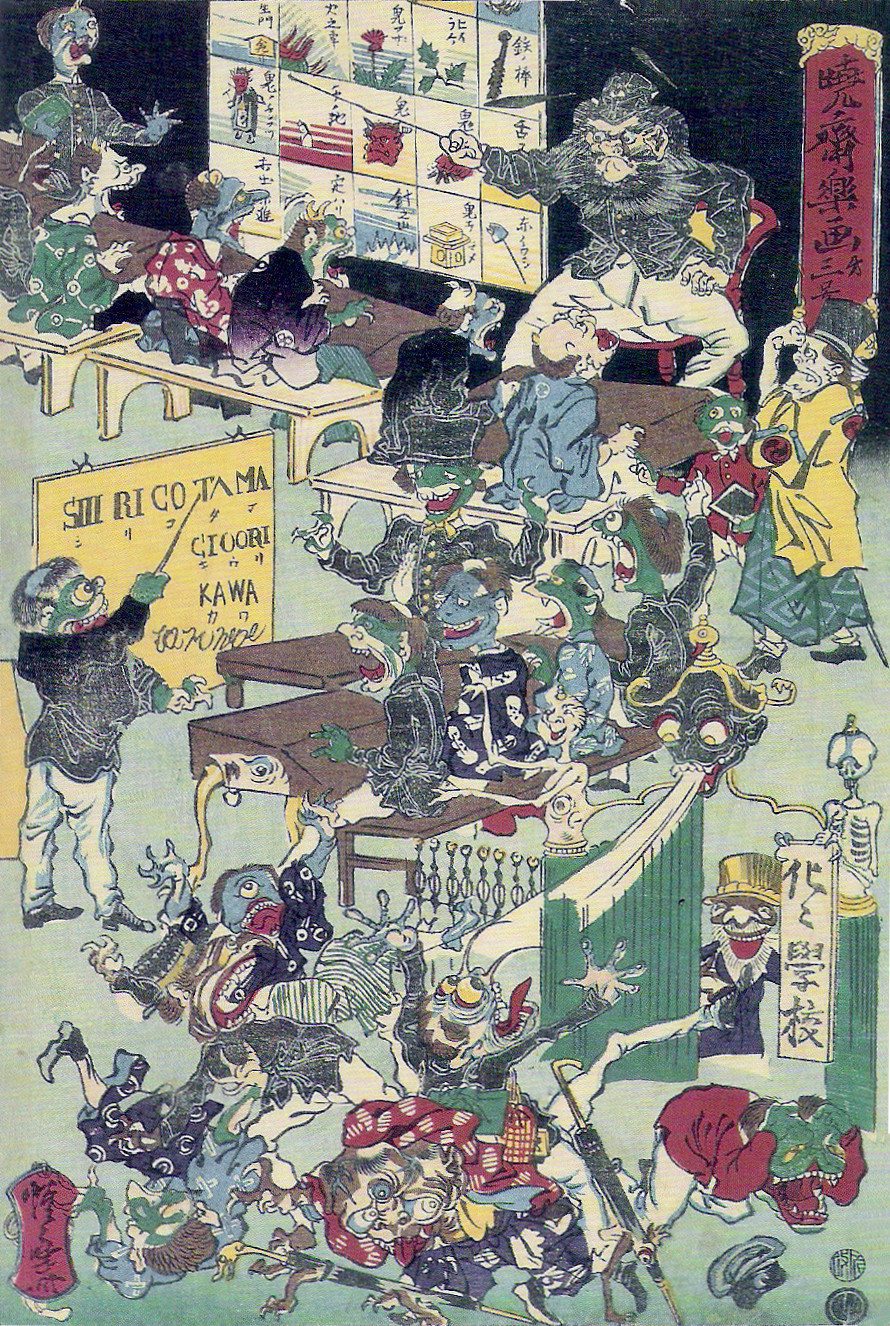
Bake-Bake Gakkō (化々學校), o “Escuela para Fantasmas”, por Kyōsai. En agosto de 1872, el gobierno Meiji decidió implementar un sistema de educación obligatoria. En esta caricatura, ambos demonios (arriba) y un kappa (centro) están aprendiendo un vocabulario usado en la vida diaria. Esta clase es enseñada por Shōki, el demonio rechazado, vestido con un uniforme estilo occidental. Algunos duendes intentan entrar a la escuela (abajo), pero son rechazados por el Dios Viento.

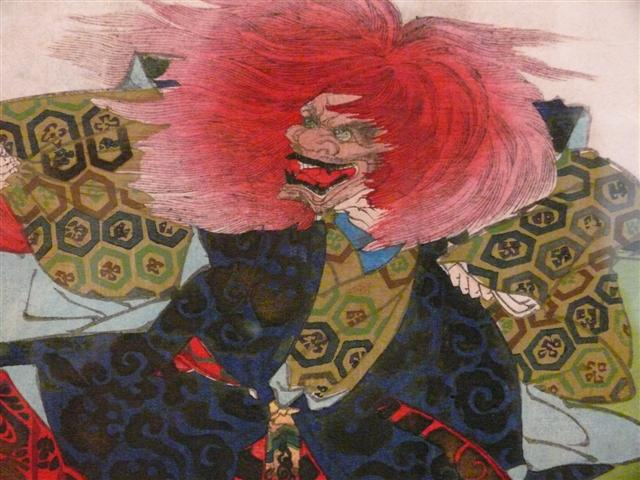
Renjishi (連獅子), o “Danza del Par de Leones”, por Kyōsai. El Renjinshi es una famosa danza en el teatro kabuki.

Kawanabe nació en la ciudad de Koga, y fue hijo de un samurái vasallo. Después de trabajar por un corto tiempo en su juventud con el pintor Utagawa Kuniyoshi en 1831, recibió su entrenamiento artístico en la escuela Kanō de pintura japonesa en 1840, pero después abandonó las tradiciones formales en 1858 para formar un estilo propio, publicando sus primeras caricaturas y dibujos como artista independiente.
Durante la convulsión política del país, que condujo a la Restauración Meiji de 1868, Kyōsai tuvo una reputación especial como caricaturista ya que había sido arrestado tres veces y encarcelado por las autoridades del Shogunato Tokugawa. Con la restauración del poder imperial, se realizó un gran congreso de pintores y hombres de letras, entre los cuales estaba Kawanabe. Nuevamente expresó en una caricatura su crítica al nuevo gobierno, que tuvo un gran éxito popular, pero también fue nuevamente encarcelado por la policía en 1870.
A Kyōsai se le considera el gran sucesor de Hokusai (a pesar de que no fue su pupilo), y como el primer caricaturista político de Japón. Tanto su vida como su trabajo fueron en cierto modo salvajes y rebeldes. A pesar de que no poseía la misma dignidad, poder y reticencia que Hokusai, tuvo una fantasía exuberante, que se combinaba con el dramatismo de su técnica.
En adición a sus caricaturas, Kyōsai pintó una gran cantidad de bocetos y pinturas, en ciertas ocasiones tomando tópicos del folklore de su país. Existe una colección de sus trabajos en el Museo Británico, y existen otros en la Biblioteca Nacional de Arte en Sotuh Kensington y en el Museo Guimet, en París. También existe el Museo Memorial Kawanabe Kyōsai, establecido en 1977, en la ciudad de Warabi, prefectura de Saitama, Japón.